# Kaiyodo
Kaiyodo (海洋堂 Kaiyōdō) es una empresa japonesa dedicada a las figuras de acción y garage kits.  Su cuartel general esta en Kadoma, Prefectura de Osaka. La compañía está enfocada principalmente en personajes de anime, aunque recientemente adquirió otras licencias, por ejemplo King Kong, y algunos personajes de Godzilla.

## Historia
Kaiyodo nació en 1964,  en una pequeña tienda en Japón en la cual su fundador, Osamu Miyawaki, se dedicaba  a realizar réplicas en miniatura  principalmente de animales, en yeso o madera y con sus propias manos para vender al público.
Más tarde comenzó con el modelaje de figuras de acción, y en 1989 su hijo Shûichi Miyawaki  se hace con las riendas de la empresa y entra en el mundo del anime. De este modo, la compañía creció para transformarse en una famosa empresa a través de los años, llevándola a vender coleccionables a nivel mundial. Uno de sus más famosos escultores es Bome, quien es más conocido por su colección de figuras Mon-sieur BOME collection. En años recientes, sus figuras han sido muy nombradas y buscadas por coleccionistas, y sus trabajos han sido mostrados a escala mundial en ferias y convenciones, incluyendo San Diego Comic-Con, París, Tokio, etc.
La compañía ha creado un museo para exponer todas sus creaciones, el Kaiyodo Figure Museum, y en 2008 creó también el Wonder Festival, una feria para exponer sus productos a la que más tarde se unieron otras compañías.

## Revoltech
Revoltech (リボルテック) Es la marca estrella de las figuras de acción fabricadas en Japón por Kaiyodo. El nombre es el resultado de la combinaciòn de las dos palabras "Revolver Technology," (Tecnología Revolver) en referencia al sistema de articulaciones diseñado por Kaiyodo "Revolver Joint" (Articulaciòn Revolver) que todas las figuras en esta serie en particular utilizan. Este sistema de articulaciones da a las figuras un amplio rango de movimientos, poses y estabilidad. Las mismas que les permiten muchas poses variadas y a su vez dinámicas.
Los temas para la línea Revoltech pueden ser divididos en cuatro categorías: Real Robot, Super Robot, Humanoid y Criaturas . Hasta ahora , los robots y personajes de anime, videojuegos , manga, tokusatsu , el cine y la televisión han sido cubiertos por la línea Revoltech.

### Articulación Revolver (Revolver Joint)
La articulación revolver está compuesta de tres piezas, dos medias esferas cuyas secciones planas proveen la superficiee de fricción para la articulación, y u na sección de pines en cruz que bloquea todo el ensamblaje en su lugar. Ambas medias-esferas tienen clavijas cilíndricas circulares utilizados para conectar las diferentes partes del cuerpo de cualquier figura.
Algunas Sublineas de figuras Revoltech son:
- The Yamaguchi Series

- 2G

- Mini

- Fräulein

- Street Fighter: Mouse Generation

- Hokuto No Ken / Fist of the North Star

- Queen's Blade

- Assemble Borg

- SFX / Tokusatsu

- Extra

- Revoltech Muv-Luv Alternative

- Pixar

## Animales
La línea de réplicas de animales en miniatura es una de las señas de identidad de la compañía. A partir de 1999 entró a colaborar con la fábrica de chocolates Furuta, para realizar las miniaturas que irían incluidas dentro de cápsulas en los huevos de Pascua. Cada año se realizaba una nueva serie de miniaturas. Esta línea recibe el nombre de Kaiyodo Furuta Chocoegg. Incluye animales de todo tipo, aunque principalmente al principio eran de la fauna japonesa. Más tarde realiza series de animales de compañía (Kaiyodo Furuta Chocoegg Pets). Se caracteriza porque los animales incluidos en las cápsulas están divididos en piezas que deben ser posteriormente ensambladas.

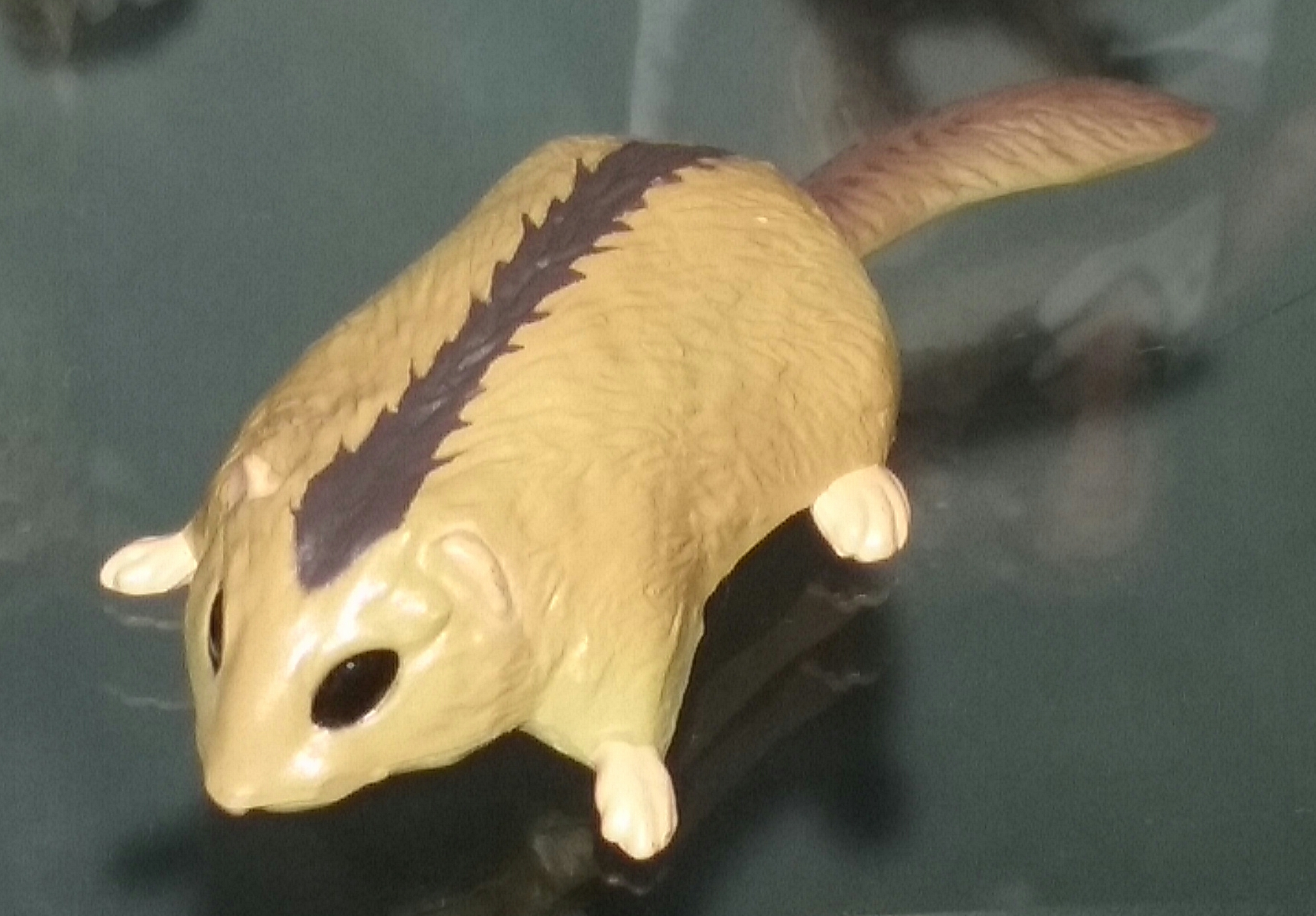
Miniatura de lirón japonés (Glirulus japonicus) de la serie Kaiyodo Furuta Chocoegg.

Dado el éxito que tuvieron, la compañía estableció máquinas expendedoras de cápsulas en distintos puntos de Japón.
También existen otras series de miniaturas animales cómo son:
- Birdtales: pájaros y otras especies de aves, aunque las últimas series incluye también miniaturas de otros animales como la comadreja.

- Aquatales: peces y otros animales acuáticos.

- Dinotales: dinosaurios y otros animales prehistóricos